# Quốc kỳ Ba Lan
Quốc kì Ba Lan (tiếng Ba Lan: Polska flaga) gồm hai sọc ngang có chiều rộng bằng nhau, sọc trên màu trắng và sọc dưới màu đỏ. Hai màu được quy định trong hiến pháp Ba Lan là màu quốc gia. Một biến thể của lá cờ với quốc huy ở giữa sọc trắng được dành hợp pháp để sử dụng chính thức ở nước ngoài và trên biển. Một lá cờ tương tự có thêm đuôi én được dùng làm quân hiệu của Ba Lan.
Màu trắng và đỏ chính thức được sử dụng làm màu quốc gia vào năm 1831, mặc dù chúng gắn liền với Ba Lan từ thời Trung cổ và được nhấn mạnh trên các biểu ngữ của hoàng gia. Họ là các huy nguồn gốc và xuất phát từ những cồn thuốc (màu sắc) của áo khoác của cánh tay của hai quốc gia cấu thành của Ba Lan-Litva, tức là Eagle trắng của Ba Lan và theo đuổi của Đại công quốc Lietuva, một cưỡi hiệp sĩ trắng một con ngựa trắng, cả trên một tấm khiên màu đỏ. Trước đó, những người lính Ba Lan đã mặc những chiếc chiến hạm kết hợp nhiều màu sắc. Quốc kỳ chính thức được thông qua vào năm 1919. Kể từ năm 2004, Ngày Cờ Ba Lan được tổ chức vào ngày 2 tháng Năm.
Quốc kỳ được tung bay liên tục trên các tòa nhà của các cơ quan có thẩm quyền cao nhất của quốc gia như quốc hội và dinh tổng thống. Các tổ chức khác và nhiều người dân Ba Lan treo cờ quốc gia vào các ngày lễ quốc gia và các dịp đặc biệt khác có ý nghĩa quốc gia. Luật hiện hành của Ba Lan không hạn chế việc sử dụng quốc kỳ không có quốc huy miễn là quốc kỳ không được tôn trọng.
Hai màu hàng ngang trắng và đỏ là một thiết kế tương đối phổ biến, có một số lá cờ tương tự nhưng không liên quan đến cờ Ba Lan. Có ba quốc kỳ có sọc đỏ phía trên màu trắng: của Indonesia, Singapore và Monaco. Ở Ba Lan, nhiều lá cờ dựa trên thiết kế quốc gia cũng có màu sắc của quốc gia này.

### Các biến thể của quốc kỳ

Một tờ kết cấu không chính thức của lá cờ có quốc huy, dựa trên các thông số kỹ thuật trong luật Ba Lan

### Tôn trọng quốc kỳ

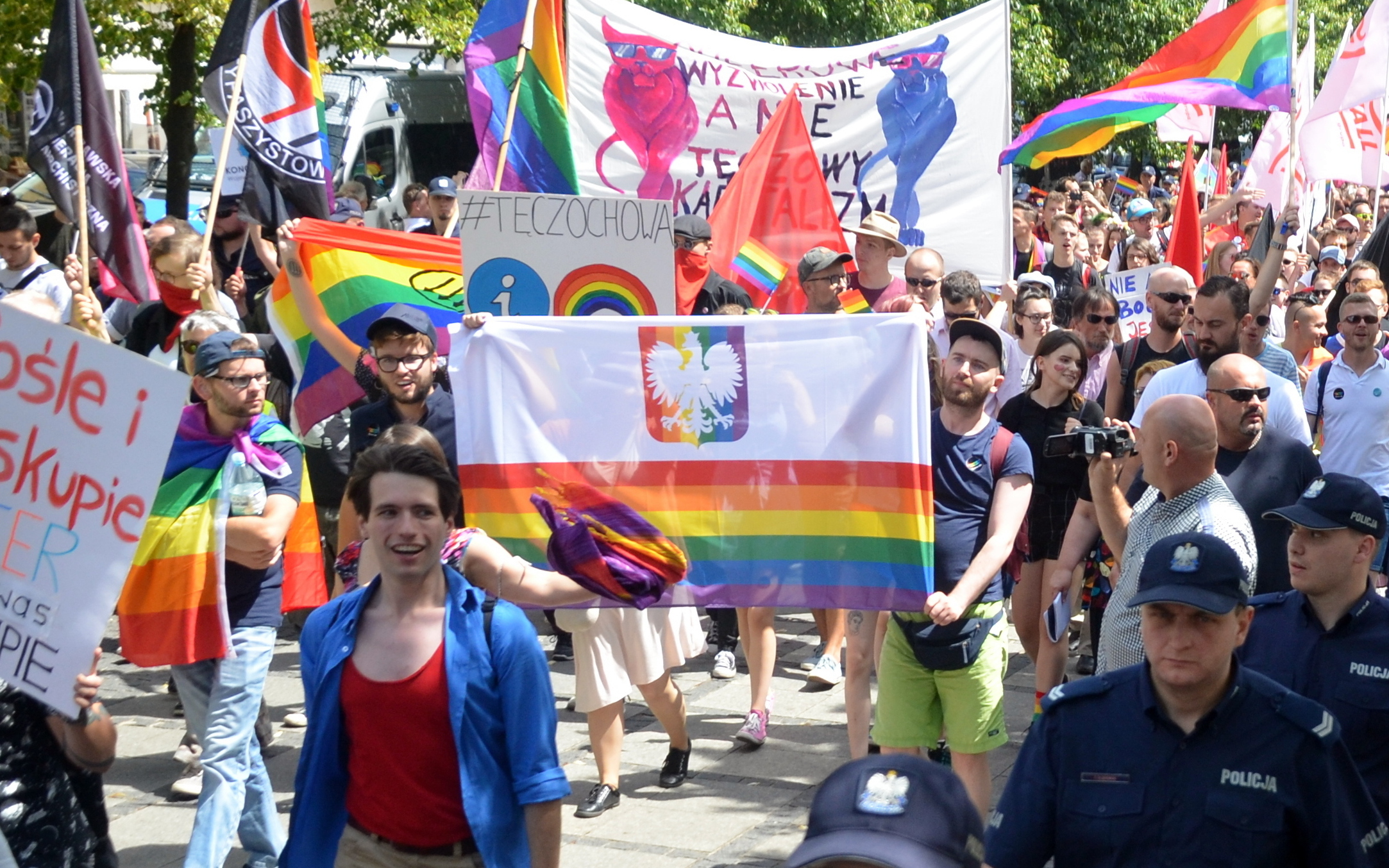
Tuần hành bình đẳng năm 2018 ở Częstochowa, hiển thị phiên bản cầu vồng của lá cờ

### Quyền và nghĩa vụ treo cờ

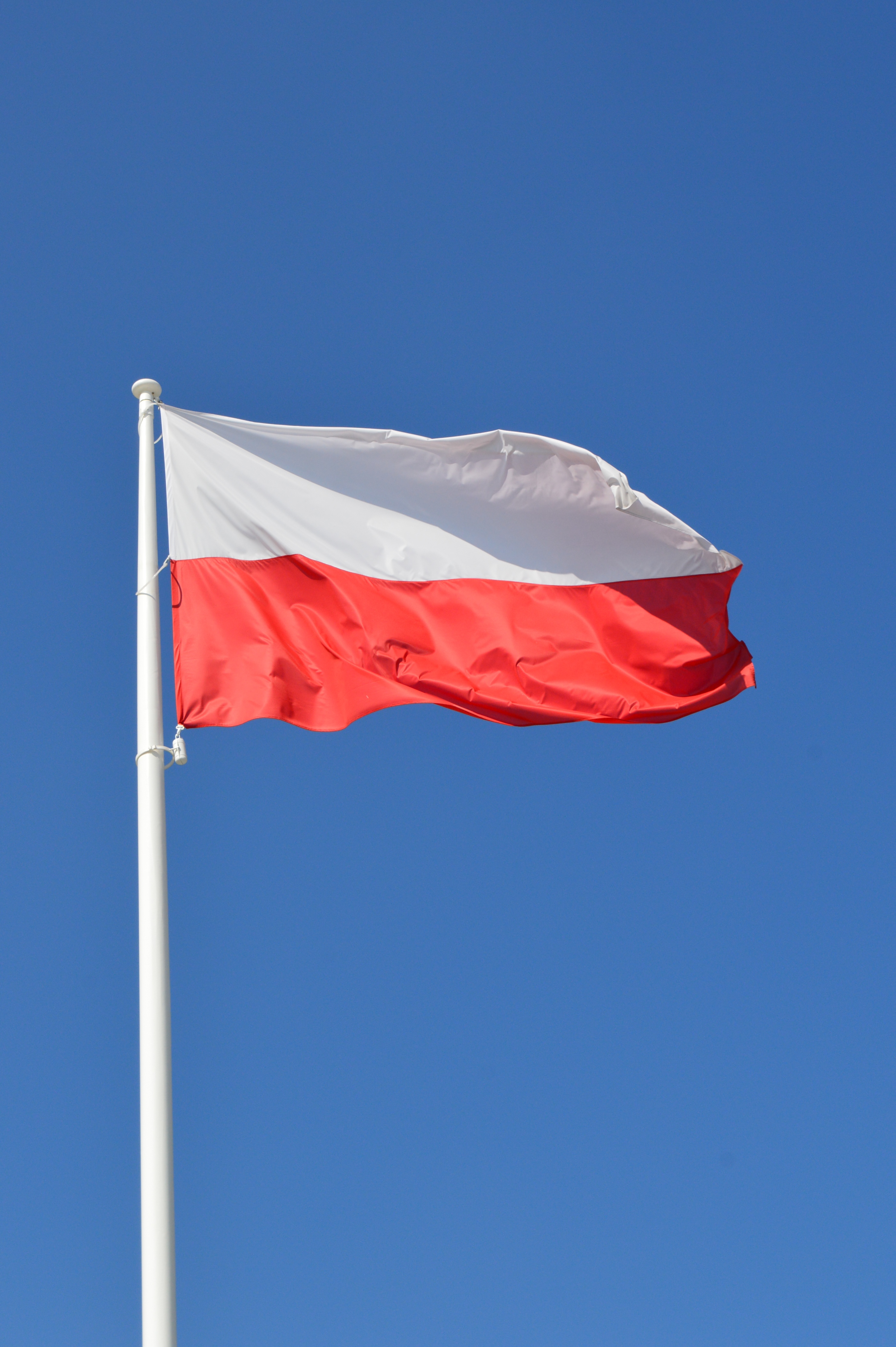
Cờ không có quốc huy

## Hình ảnh

(1919-1928)
(1928-1980)
(1980-nay)

## Những lá cờ tương tự

Quốc kỳ Monaco
Quốc kỳ Indonesia

## Thiết kế

Hiển thị ngang và dọc các màu của Cộng hòa Ba Lan